# Robert Thaller (Politiker)
Robert Thaller (* 2. Juni 1952 in Sankt Johann im Pongau) ist ein ehemaliger österreichischer Politiker (FPÖ) sowie Notar in Oberndorf bei Salzburg. Er war von 1989 bis 1994 Abgeordneter zum Salzburger Landtag und von 1994 bis 1999 Landesrat in der Salzburger Landesregierung. 

## Ausbildung und Beruf
Thaller besuchte die Volksschule und absolvierte danach von 1963 bis 1971 das Akademische Gymnasium in Salzburg, wo er 1971 die Matura ablegte. Nach dem Abschluss seiner Schulausbildung leistete Thaller zwischen 1971 und 1972 seinen Wehrdienst als Einjährig-Freiwilliger und studierte im Anschluss ab 1972 Rechtswissenschaften an den Universitäten Salzburg und Innsbruck. 1979 promovierte Thaller zum Dr. iur. und trat noch im selben Jahr in die Notariatskanzlei Dr. Steiner in Salzburg ein, wo er bis 1994 als Notariatsanwärter arbeitete. Er wurde 1996 zum Notar ernannt und war zwischen 1999 und 2004 als Notar  in Saalfelden am Steinernen Meer aktiv. 2004 wurde er nach Oberndorf bei Salzburg ernannt, wo er zusammen mit Robert Eckschlager am Kirchplatz eine Notariatskanzlei betrieb. Seit 1. Februar 2013 arbeitet Robert Thaller  als Notar in der Landeshauptstadt Salzburg.

## Politik und Funktionen
Thaller war während seines Studiums Mitglied einer schlagenden Studentenverbindung (akademische Landsmannschaft der Salzburger) und trat 1975 der Freiheitlichen Partei Österreichs bei. Er war während seiner Studienzeit zwischen 1975 und 1976 als Mandatar der Österreichischen Hochschülerschaft an der Universität Salzburg aktiv und hatte die Funktion des Obmanns des Rings Freiheitlicher Studenten (RFS) inne. Er wurde am 3. Mai 1989 als Abgeordneter zum Salzburger Landtag gewählt und war von 1989 bis 1994 stellvertretender Klubobmann des FPÖ-Landtagsklubs. Am 2. Mai 1994 wechselte er in die Landesregierung, der er bis zum 27. April 1999 angehörte. Als Landesrat führte er die Ressorts Grundverkehr, Raumordnung, Verkehrsrecht, Naturschutz, Jagd, Fischerei und Tierschutz.

## Auszeichnungen
- Goldenes Ehrenzeichen des Landes Salzburg (1999)
- Verdienstzeichen der Salzburger Jägerschaft, des Fischereiverbandes und der Offiziersgesellschaft[2]